# 동방지령전 ~ Subterranean Animism
《동방지령전 ~ Subterranean Animism》(일본어: 東方地霊殿 〜 Subterranean Animism. 도호치레이덴[*])은 동방 프로젝트의 열한번째 시리즈 게임이다.

## 시스템
성능이 서로 다른 《하쿠레이 레이무》, 《키리사메 마리사》의 두 종류의 플레이어 기체 중 하나를 고르고、그 후 각각 3종류의 무기(장비) 유형 중 하나를 선택한다. 본작에서는 〈자기가 선택한 한 요괴의 힘을 빌리며 지하로 급강하〉라는 설정이 되어 있으며, 파트너의 선택은 곧 무기의 선택이다. 레이무는 〈야쿠모 유카리〉, 〈이부키 스이카〉, 〈샤메이마루 아야〉가 파트너가 되며, 마리사는 〈앨리스 마가트로이드〉, 〈파츄리 노우엣지〉, 〈카와시로 니토리〉가 파트너가 된다.
적과 닿거나 적의 탄에 맞으면 미스가 나서 생명이 줄어들고, 그 자리에서 부활한다. 모든 생명(Life)을 잃으면 게임 오버가 되며, 컨티뉴를 할 경우 부활과 함께 스테이지가 처음부터 다시 시작된다. 재도전 없이 6면(최종면) 보스를 쓰러뜨리면 엔딩이 된다. 난이도 Normal 이상으로 재도전 없이 모든 스테이지를 클리어하면, 총 1면의 엑스트라 스테이지가 추가된다.
본작에서는 아이템 〈생명 조각〉을 5개 얻는 것으로 익스텐드한다. 〈생명 조각〉은 보스전에서 미스를 내지 않고(폭탄은 사용 가능) 보스를 퇴치하면 출현한다.

### 교신강도
본작에서는 교신강도라는 매개 변수가 있다. 점(点) 아이템을 입수하면, 점수는 교신 강도에 의해 보정되므로, 스코어링에 영향을 주는 매개 변수이다.
교신 강도는 화면의 왼쪽 아래에 휴대 전화의 수신 강도 아이콘의 형태로 표시된다. 교신 강도는 아이템 자동수거 라인보다 위쪽으로 이동하면 증가한다. 교신 강도는 증가하는 행동을 취하지 않으면 감소되기 시작되지만, 최대 상태일 경우 일정 시간 동안은 감소하지 않는다.
교신강도가 최대가 되면 아이템이 자동회수된다. 즉, 적탄에 그레이즈해서 교신강도가 최대가 되면 화면 상단에 가지 않아도 아이템 자동회수가 가능하다.
교신강도의 최대치의 초기값은 1.00이지만, 100그레이즈당 0.01씩 상승한다.
게임 내 설정으로는 지하에 있는 레이무와 마리사와 지상에서 도와주는 요괴와의 교신강도를 표시하는 것으로 되어 있다.

### 득점 최대치
본작에서는 점 아이템 입수시의 최대치가, 교신 강도에 가깝고, 화면 왼쪽 하단에 숫자로 표시되고 있다.기본적으로는 최대득점치와 교신강도의 값의 곱이 점수 아이템 취득 시의 실제 점수가 된다.
이 값은 적을 쓰러뜨렸을 때 방출되는 '득점 최대치 증가 아이템'을 입수함으로써 증가한다.

## 줄거리
눈 내리는 어느 겨울날, 하쿠레이 신사 근처에 갑자기 뜨거운 간헐천이 분출했다. 하쿠레이 신사의 무녀인 하쿠레이 레이무는 온천이 되면 참배객이 늘어날 것이라 생각하고 기뻐했으나, 온천수와 함께 지하의 악령(지령)까지 솟아 올랐다. 레이무는 당황했지만, 지령은 얌전하기 때문에 온천을 가지고 이변 해결을 생각하지는 않았다. 하지만 마녀 파추리 노우지는 지하의 요괴와 지령이 나타났을 때 위험을 느껴 야쿠모 유카리와 대화를 하게 된다. 지하에는 지하의 규칙이 있어 지상의 요괴가 지하에 간섭하는 것은 바람직하지 않다고 보아, 유카리는 파추리에게 레이무 일행을 지하로 보낼 것을 약속하고 요괴들은 그것을 원격 지원하게 된다.
지하에 강하한 레이무 일행은 간헐천의 원인이 레이우지 우츠호의 소행임을 밝혀낸다. 지상의 신들로부터 강력한 핵융합의 힘 (간헐천은 그 열에 의한 부차적인 것)을 손에 넣은 우츠호는 지상 침략을 기도하고 있었지만, 레이무에게 혼이 나고 개심했다. 그러나 우츠호의 핵융합의 힘은 그대로였기 때문에 지령은 그쳤지만 간헐천은 멈추지는 않았다.
그 후 레이무 일행은 우츠호의 이야기를 듣고 우츠호에게 권능을 부여한 것은 모리야 신사의 신들이 아닐까 의심하고 진상을 확인하기 위하여 모리야 신사로 향한다. 그래서 모리야의 신 중 하나인 모리야 스와코에게서 사건의 전말을 듣게 된다.

## 주인공 소개
- 하쿠레이 레이무

- 키리사메 마리사

## 새로운 등장인물

### 키스메
1면 중보스. 두레박 떨굼이. 좁은 곳을 좋아하는 요괴로, 두레박에 들어간 상태로 등장한다. 외모와 반대로 잔인한 요괴이며, 가까이 오는 인간의 목을 바로 베어내 그대로 통에 넣어 가져가 버린다. 또한 붕붕마루 신문에도 그녀라고 생각되는 두레박을 떨어뜨린 괴사건이 게재되고 있다.

### 쿠로다니 야마메
1면 보스. 츠치구모. 거미의 모습을 한 요괴. 질병을 조종하는 능력을 가지고 있으며, 그녀를 만난 인간은 높은 빈도로 심한 열병을 발병한다. 요괴의 산 기슭에 있는 지하로 이어지는 풍혈과 옛 도시旧都 주변에 살고 있다. 인간에게 위험한 요괴이지만 성격은 밝고 친밀해지면 상대하는 것이 재미있어서 지하의 요괴들에게 인기있는 자이며, 《지령전》작중에서는 동굴에 들어간 레이무들에게도 상냥한 어조로 말을 하고 있다.
또한 싸움을 마다하지 않고 호전적이지만, 많은 숫자의 인간을 상대하면 승산이 없다는 것을 알고 있기 때문에 스스로 함부로 사람을 습격하는 일은 적은 것 같다. 건축 능력을 자랑스러워하며 지상의 요괴의 의뢰를 받아 밤 동안 지상에 나타나 하룻밤 사이에 건축 작업을 수행하고 다시 지하로 돌아 간다고 한다. 캇파인 카와시로 니토리에게는 "강을 오염시킨다"는 이유로 미움받고 있다.

### 미즈하시 파르시
2면 중보스 및 보스.
하시히메(다리 요괴). 지상과 지하를 연결하는 수직동굴의 파수꾼으로 동굴을 통과하는 사람을 지켜 봐주는 역할을 한다. 마음이 병든 요괴.질투가 매우 심한 성격으로, 《지령전》작중에서는 지상 지원 요괴에서 '질투의 요괴'나 '비천한 요괴'라고 불린다. 레이무나 마리사에게 일방적으로 "질투가 난다"라며 공격을 걸어 온다.
《구문구수》에 의하면, 그녀의 본질은 '질투의 감정' 그 자체이며, 타인의 질투심을 부추기는 것으로 그 생활이 붕괴하는 모습을 보고 기뻐하고 있다. 또한 다른 사람이 질투를 받거나 자신이 다른 사람에게 질투하는 경우에도 힘을 얻을 수 있다. 고약한 성격이며, 직접 상대하고 있는 경우에는 보통 밝고 명랑하게 대화를 하지만, 뒤에서는 상대의 험담을 하고 앙심을 품기 때문에 미움받는 경우가 많다. 하지만 옛 지옥에서는 미움받는 처지의 친구도 많다고 한다.

### 호시구마 유기
3면 중보스 및 보스. 옛 도시에 사는 오니. 이마에 붉은 색의 뿔 한개가 나 있으며, 뿔의 표면에는 노란색의 별 마크가 붙어 있다.
《지령전》에서는 지하에 나타난 하쿠레이 레이무나 키리사메 마리사에게 흥미를 가져, 힘을 시험에 본다 하고 맞붙는다. 술을 한 방울도 흘리지 않고 싸운다는 규칙을 자신에게 적용하고 싸운다. 대전 이후에는 이변에 대한 정보를 제공하고 지령전으로 안내한다.
예전에는 요괴의 산에 살고 있으며, 이부키 스이카들과 함께 "산의 사천왕」이라고, 텐구와 갓파를 거느리고 일대 사회를 구축했다. 그러나 인간과의 관계 악화를 우려, 변화가 없는 지상에 싫증을 느낀 다른 오니들과 함께 갑자기 모습을 감춘다. 그 지옥 '경영의 슬림화'의 일환으로 잘리고 폐허가 된 옛 지옥의 터로 옮겨 역시 그 능력의 위험 등으로부터 미움 받는 다른 요괴들과 함께 지하 도시를 재건한다.
후에 지상의 현자와 사이에 "지상과 지하의 요괴 간의 상호 불가침", "구 지옥의 원령 관리" 등의 약속을 맺고 자치를 인정 받아 현재에 이르고 있다. 《구문구수》에 의하면, 호쾌하고 대쪽 같은 성격으로,"강한 자 ""용기있는 자 '를 좋아하고, "연약한 자" "비겁한 자"를 싫어한다. 환상향 최강의 종족이라고도 하는 오니 중에서도 최고 괴력의 소유자로, 친구인 스이카는 "주술적인 힘은 나보다 약하지만, 물리적인 힘은 나보다 강할지도 몰라"라고 말했다.
따라서 힘에 의한 지배가 규칙으로 되어 있는 옛 지옥에서 적이 없고 "지저 세계는 우리의 낙원"고 말했다. 손대중했다고는 해도, 인간이면서 자신에게 승리한 레이무들을 좋아하는 것 같아서, 마리사를 지저의 연회에 자주 초대하고 있다.
별 모양이 들어간 거대한 붉은 술잔을 들고 있다. 이것은 "호시구마하이星熊盃"이라는 오니의 명품 중 하나이며, 잔에 쏟아진 술을 한 순간에 최고 등급의 순미 청주로 바꿀 수 있다.

### 코메이지 사토리
4면 보스. 옛 작열지옥터에 지어진 지령전의 주인으로, 코메이지 코이시의 언니.
왼쪽 가슴에 "제 3의 눈"을 가지고 있고, 이를 통해 상대의 마음을 읽을 수 있다. 타인의 마음을 꿰뚫어보는 능력이기 때문에, 미움 받는 지저에 봉인된 요괴 중에서도 단연 두려움 받는 존재이며, 옛 지옥에서 최고의 실력을 가진 거물이기도 하다. 그러나 전투는 자신이 없는 것 같다. 여동생 코이시 가라사대 “언니가 알고 있다고 하면 지저에서는 아무도 건드리지 않는다."
또한 말을 할 수 없는 유령과 원령에게도 기피 대상이며, 이 능력을 살려 염마에게서 작열 지옥 터의 원령 관리를 맡고 있다. "구문구수"는 신인 야사카 카나코가 레이우지 우츠호에게 힘을 주는 경우에도 그녀와의 접촉을 피하기 위해 주의를 기울이고 있었다고 되어 있다.
그녀 자신도 자신이 미움 받는 존재임을 이해하고 있기 때문에 다른 사람과의 접촉이나 커뮤니케이션을 거부하고 지령전에 틀어박혀 교류를 포기하고 있다. 대신 말을 못하는 동물에서 사랑 받고 있는 것 같고, 지령전에는 그녀를 숭배하는 애완 동물들이 많이 살고 있다. 그 중에는 원령이나 이매망량을 먹어 치우는 것으로 힘을 길러 요괴화 한 사람들도 있다. 따라서 평소 저택과 옛 지옥 관리, 여동생이나 다른 애완 동물 관리 등을 이들에게 맡기고 자신은 독서를 하거나 소설을 쓰면서 살고 있다.
《지령전》에서는, 지령 전을 찾은 하쿠레이 레이무와 키리사메 마리사의 마음을 읽고 지저를 방문한 목적을 찾으려고 하지만, 이변의 해결에 소극적이었던 2 명에서 목적을 찾아낼 수 없었다. 행동과 생각이 일치하지 않는 두 사람을 의심스럽게 생각해서 대전한다. 그 다음은 애완 동물이 있는 작열 지옥터로 안내한다. 대전 시에는 자신의 능력으로 레이무와 마리사의 기억 속에 있는 '트라우마'를 읽고 그것을 재현하는 공격을 한다. 구체적인 작중 묘사로는 파트너로 선택한 요괴가 과거의 작품으로 사용한 스펠 카드를 흉내 낸 것을 사토리 자신의 스펠 카드로 사용한다.

### 카엔뵤 린
5면 보스 및 4~6면 중보스. 코메이지 사토리의 애완동물 중의 하나로, 작렬 지옥터에서 원령의 관리나 시체 운반을 맡고 있다.
작열 지옥터가 진짜 지옥이었던 시절부터 살아왔으며, 노력 끝에 시체와 원령을 조종하는 능력을 터득하고 그들과 대화 • 소통할 수 있다. 사토리의 애완 동물이 된 시기는 지저계가 지옥에서 분리 된 무렵이며, 같은 애완 동물인 레이우지 우츠호는 그 무렵부터 오래된 친구. 힘을 손에 넣어 분위기를 탄 우츠호에게 기가 막혀 하면서도 우츠호의 폭주가 주인 사토리와 옛 지옥의 거주자에게 알려져 그녀가 처벌되는 것을 두려워하여 지상에 원령을 보내는 것으로 지상의 요괴에 이변을 알리고 우츠호를 중지시키려고 시도했다. 그러나 뜻에 반하여 인간이 나타났기 때문에, 그 실력을 시험하기 위해 맞붙는다.
작중에서는 고양이 울음 소리 같은 효과음과 함께 검은 고양이의 모습으로 여러 번 등장하고 중간 보스로 대전한다. 5면 보스. 전투 전의 대화 이벤트에서 "고양이의 모습으로 대화를 할 수 없다" 면서 인간형으로 변신한다. 변신 후의 모습은 고양이 귀를 가지지만, 머리 측면에 사람의 귀도 붙어있다. 시체를 선호하는 요괴인 카샤이며, 《지령전》에서는 레이무와 마리사의 시체를 얻고 싶다고 당사자에게 말했다.
《지령전》과 《구문구수》에서는 지상에서 가끔 발생하는 인간의 시체가 도난되는 사건의 범인이 오린 임을 제안하고 있다. 시체는 결국 "연료"로써 불타는 지옥의 불길 속으로 던져 버린다. 또한 이런 시체는 성불할 수 없게 된다고 한다.
자신의 본명이 긴 것을 싫어하고 있어서 모두에게 <오린>이라고 부르게 하고있다. 대화 이벤트도 통칭인 <오린>라는 이름이 표시되고 있다. 작중에서는 본명이 표시되지 않는다. 《더블 스포일러》에서도 〈오린〉이라는 이름으로 등장하며, 본명은 《지령전》 부속의 〈キャラ設定.txt〉(캐릭터 설정 파일)에 기재되어 있다.

### 레이우지 우츠호
6면 보스. 코메이지 사토리의 애완동물 중의 하나로, 지옥 요괴의 고유종이며, 〈지옥까마귀〉이다. 오린과 함께 작열 지옥터의 관리를 맡고 있으며, 우츠호는 화력 조절을 담당한다.
어느 날, 환상향의 산업 혁명을 계획한 야사카 카나코와 모리야 스와코의 2신에 의해 태양의 화신인 신령 "야타카라스"의 힘을 받아 핵융합을 조종하는 능력을 손에 넣었다. 하지만 그녀는 그 막강한 힘에 빠져 능력을 남용하고 결국은 간헐천을 분출시키는 이변을 일으킨다. 그 이변 해결을 위해 작열 지옥터를 방문한 레이무와 마리사에 대해 "지상에 진출해 세계를 작열 지옥으로 바꾼다"라는 야망을 밝히고 승부를 도전하지만 격퇴되어 개심한다. 그 후 오린과 함께 하쿠레이 신사를 방문, "2인조의 신님 '에서 능력을 받은 것을 레이무와 마리사에게 말한다.
오린에서 "새 대가리"라고 불릴 정도로 기억력이 결여되어 있고, 카미가 힘을 준 이유 등은 완전히 기억에서 누락되어 있었기 때문에, 사토리의 능력을 사용하여도 읽을 수 없었다. 그 다음 카나코의 지시로 지하에 건설된 핵융합 연구 시설 인 "간헐천 지하 센터"에서 어떤 일을 하고 있다. 《비상천칙》에서는 센터에 접어든 코치야 사나에와 치르노를 '이물질'로 여겨 제거하기 위해 나타났다.
야타카라스의 힘을 가져온 그녀는 그 영향으로 원래의 모습에서 크게 변화한 것으로 알려졌다. 왼발은 전자와 같은 것이 주위를 감도는 "분해의 발", 오른발은 금속 덩어리와 같은 "융합의 발", 오른손은 다각형의 제어봉인 "제 3의 다리"가 되고, 이러한 "세 개의 다리"에서 핵융합 반응을 조작한다. 또한 가슴에는 거대한 새의 눈과 같은 '붉은 눈'이 존재한다. 대전시는 핵력을 이용한 마법 카드를 사용하고 스펠 카드 발동 시에는 방사능 마크와 사이렌 경고음과 함께 "☢ CAUTION!"의 문자가 표시된다.
모두에게서 "오쿠"라고 불리고 있다고 하며 실제로 오린과 코메이지 코이시는 작중에서는 "오쿠"라고 부르고 있지만, 오린과 달리 대화 이벤트에서는 본명이 표시된다. 《더블 스포일러》에서는 샤메이마루 아야에게서 "오오쿠 씨お空さん"라고 불리고 있다.

### 코메이지 코이시
엑스트라 보스. 코메이지 사토리의 여동생. 언니와 같이 종족이 〈사토리〉이며, 원래는 코이시도 마음을 읽는 정도의 능력을 가지고 있었지만, 그 능력 때문에 모두에게 미움받는 것을 알고 있었기 때문에, 제3의 눈을 감고 능력을 봉인하여 마음을 닫아 버렸다. 그 결과, 본래의 텔레파시 능력 대신에 〈무의식을 다루는 정도의 능력〉을 새로이 손에 넣게 되어, 누구에게도 들키지 않고 휘청휘청 나갔다 돌아오는 요괴가 되었다. 또한, 언니인 사토리는 닫힌 코이시의 마음은 읽을 수 없게 되었다. 코이시를 불쌍하게 여긴 언니 사토리는 코이시와 놀아 줄 애완 동물을 주었다. 그 덕분인지 코이시도 조금씩이지만 이전과는 달라 보였다.
하쿠레이 레이무나 키리사메 마리사가 지저에 와서 오린, 오쿠와 전투를 벌인 것을 듣고, 그 중에서도 야타카라스가 가져온 오쿠의 경이적인 능력 향상에 관심을 나타낸다. 자신의 애완 동물도 오쿠처럼 강화해 주려고 생각하고, 요괴의 산의 모리야 신사를 목표로 한다. 지령전 Extra Stage에서 텐구가 경비하는 요괴의 산을 아무에게도 들키지 않고 침입하고, 앞에서 하쿠레이 레이무와 키리사메 마리사와 조우하고 있다. 작중에서는 샤메이마루 아야와 파츄리 노우렛지에게 전혀 속지 않는 존재라고 알려져 있다.

## 기존 등장인물

### 코치야 사나에
Extra 스테이지의 중보스로 출현한다.

### 모리야 스와코
Extra 스테이지의 보스인 코이시를 격파하면 나온다.

### 야사카 카나코
캐릭터 설정에서만 등장한다.

## 스테이지
| 보스                                                | 보스     | 보스            | 보스                    |
| 스테이지                                            | 스테이지 | 이름            | 이명                    |
| --------------------------------------------------- | -------- | --------------- | ----------------------- |
| 01. 은혜 잊은 땅에서 불어오는 바람 -환상풍혈        | 중보스   | 키스메          | 무시무시한 우물의 요괴  |
| 01. 은혜 잊은 땅에서 불어오는 바람 -환상풍혈        | 보스     | 쿠로다니 야마메 | 어두운 동굴의 밝은 그물 |
| 02. 지상과 과거를 잇는 깊은 길 -지옥의 깊은 길      | 중보스   | 미즈하시 파르시 | 지각 아래의 질투심      |
| 02. 지상과 과거를 잇는 깊은 길 -지옥의 깊은 길      | 보스     | 미즈하시 파르시 | 지각 아래의 질투심      |
| 03. 잊힌 눈 내리는 옛 도시 -옛 지옥의 길            | 중보스   | 호시구마 유기   | 일컬어지는 괴력난신     |
| 03. 잊힌 눈 내리는 옛 도시 -옛 지옥의 길            | 보스     | 호시구마 유기   | 일컬어지는 괴력난신     |
| 04. 누구에게도 사랑받지 못하는 공포의 눈 -지령전    | 중보스   | 카엔뵤 린       | 지옥의 교통사고         |
| 04. 누구에게도 사랑받지 못하는 공포의 눈 -지령전    | 보스     | 코메이지 사토리 | 원령도 두려워하는 소녀  |
| 05. 옛적의 업화(業火) -작열지옥터                   | 중보스   | 카엔뵤 린       | 지옥의 교통사고         |
| 05. 옛적의 업화(業火) -작열지옥터                   | 보스     | 카엔뵤 린       | 지옥의 교통사고         |
| 06. 몹시 격렬한 두 번째 태양 -지저(地底)도시 최심부 | 중보스   | 카엔뵤 린       | 지옥의 교통사고         |
| 06. 몹시 격렬한 두 번째 태양 -지저(地底)도시 최심부 | 보스     | 레이우지 우츠호 | 뜨겁게 고뇌하는 신의 불 |
| EX. 지옥의 사랑스러운 손님 -모리야 신사             | 중보스   | 코치야 사나에   | 코치야 사나에           |
| EX. 지옥의 사랑스러운 손님 -모리야 신사             | 보스     | 코메이지 코이시 | 닫힌 사랑의 눈동자      |

## 수록곡
| №  | 제목                              | 원제목                                                   | 테마        |
| -- | --------------------------------- | -------------------------------------------------------- | ----------- |
| 01 | 지령들의 기상                     | 地霊達の起床 치레이타치노 키쇼[*]                        | 타이틀      |
| 02 | 어둠의 풍혈                       | 暗闇の風穴 쿠라야미노 후케츠[*]                          | 1면 필드    |
| 03 | 봉인된 요괴 ~ Lost Place          | 封じられた妖怪 〜 Lost Place 후지라레타 요카이[*]        | 1면 보스전  |
| 04 | 건너가는 이가 없는 다리           | 渡る者の途絶えた橋 와타루모노노 토다에타 하시[*]         | 2면 필드    |
| 05 | 녹안의 질투심                     | 緑眼のジェラシー 미도리메노 자라시[*]                    | 2면 보스전  |
| 06 | 옛 지옥의 길을 가다               | 旧地獄街道を行く 큐지고쿠 카이도오 유쿠[*]               | 3면 필드    |
| 07 | 꽃의 술잔 오오에야마              | 華のさかづき大江山 하나노 사카즈키 오오에야마[*]         | 3면 보스전  |
| 08 | 하트펠트 팬시(Heartfelt Fancy)    | ハートフェルトファンシー 하토훼루토 환시[*]              | 4면 필드    |
| 09 | 소녀 사토리 ~ 3rd Eye             | 少女さとり 〜 3rd Eye 쇼조 사토리[*]                     | 4면 보스전  |
| 10 | 폐옥 럴러바이                     | 廃獄ララバイ 하이고쿠 라라바이[*]                        | 5면 필드    |
| 11 | 사체여행 ~ Be of Good Cheer!      | 死体旅行 〜 Be of Good Cheer! 시타이 료코[*]             | 5면 보스전  |
| 12 | 지옥불 맨틀                       | 業火マントル 고카 만토루[*]                              | 6면 필드    |
| 13 | 영지의 태양신앙 ~ Nuclear Fusion  | 霊知の太陽信仰 〜 Nuclear Fusion 레이치노 타이요 신코[*] | 6면 보스전  |
| 14 | 라스트 리모트(Last Remote)        | ラストリモート 라스토 리모토[*]                          | EX면 필드   |
| 15 | 하르트만의 요괴소녀               | ハルトマンの妖怪少女 하루토만노 요카이 쇼조[*]           | EX면 보스전 |
| 16 | 지령들의 귀가                     | 地霊達の帰宅 치레이타치노 키타쿠[*]                      | 엔딩        |
| 17 | 에너지 여명 ~ Future Dream...     | エネルギー黎明 〜 Future Dream... 에네루기 레이메이[*]   | 스태프롤    |
| 18 | 플레이어즈 스코어(Player's Score) | プレイヤーズスコア 프레이야즈 스코아[*]                  | 기록 저장   |